# Bill Lobley
Bill Lobley (ur. 11 listopada 1960 w Bronxville w Nowym Jorku) – amerykański lektor filmowy, radiowy, telewizyjny oraz dubbingowy.
Jego głos można usłyszeć w wielu grach wideo, m.in. w Just Cause 3, BioShock, The Darkness II, Red Dead Redemption 2 oraz Mafii II.
W 2009 roku jego praca Geronimo Stilton zdobyła nagrodę Benjamin Franklin Award dla najlepszego audiobooka dziecięcego z Independent Book Publishers' Association.